# Süttő
Süttő ist eine ungarische Gemeinde im Kreis Esztergom im Komitat Komárom-Esztergom in Mitteltransdanubien.

## Geografische Lage
Süttő liegt 22 Kilometer westlich der Kreisstadt Esztergom und 53 Kilometer nordwestlich der Hauptstadt Budapest am rechten, südlichen Ufer der Donau, die hier etwa 0,6 Kilometer breit ist. Das nördliche Ufer gehört bereits zur Slowakei. Nachbargemeinden sind Lábatlan, Tardos und Neszmély. Am gegenüberliegenden Flussufer liegt die slowakische Gemeinde Moča.

## Gemeindepartnerschaft
- Moča, Slowakei

## Söhne und Töchter der Gemeinde
- Antal Káldor (1812–1885), Jurist und Husarenoffizier
- Klara Tenner-Rácz (1936–2021), Infektionspathologin und AIDS-Forscherin

## Sehenswürdigkeiten
- Die Steinbrüche im Gerecse-Gebirge bei Süttő und oberhalb von Tardos besitzen eine besondere Bedeutung in der Architektur- und Kunstgeschichte. So besteht der Sockel der Neuen Burg in Wien aus dem weißen Kalkstein von Dunaalmás bei Süttő.
- Landhaus Demény (Demény-kúria)
- 1956er-Denkmal (1956-os emlékmű), erschaffen von Károly Ócsai
- Rákóczi-Linde (Rákóczi-hárs), ungefähr 400 Jahre alt
- Römisch-katholische Kirche Szent Lipót, erbaut im 18. Jahrhundert im spätbarocken Stil
- Römisch-katholische Kapelle Szent Ilona am Kalvarienberg, 1748 erbaut, 1856 und 2001 restauriert
- Schloss Reviczky (Reviczky-kastély) und Kapelle, erbaut Mitte des 18. Jahrhunderts im barocken Stil
- Szent-István-Statue und Brunnen (Szent-István-szobor)

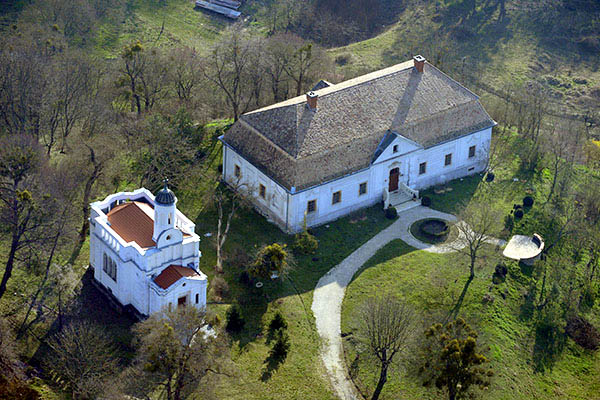
Schloss Reviczky mit Kapelle
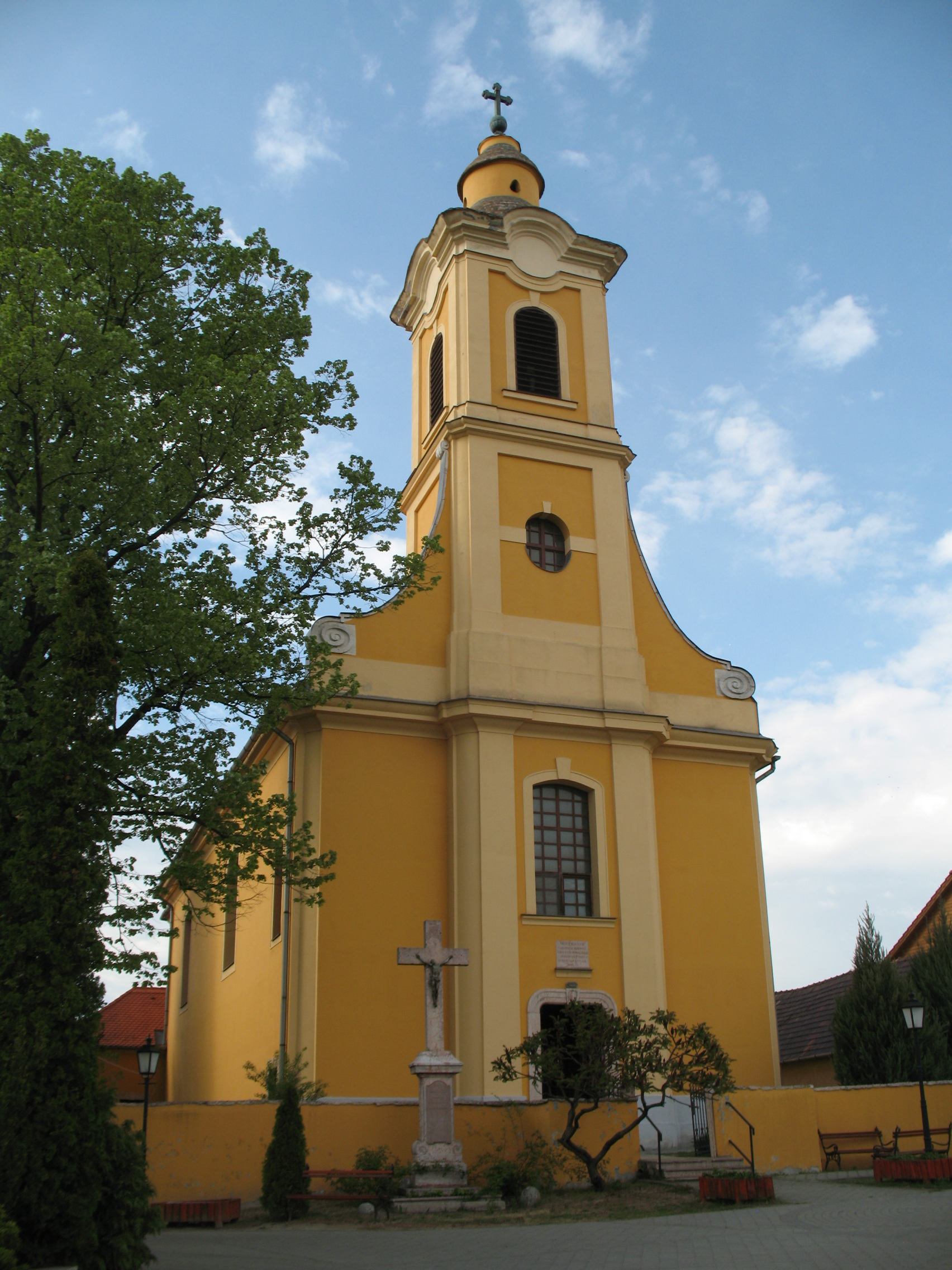
Römisch-katholische Kirche Szent Lipót
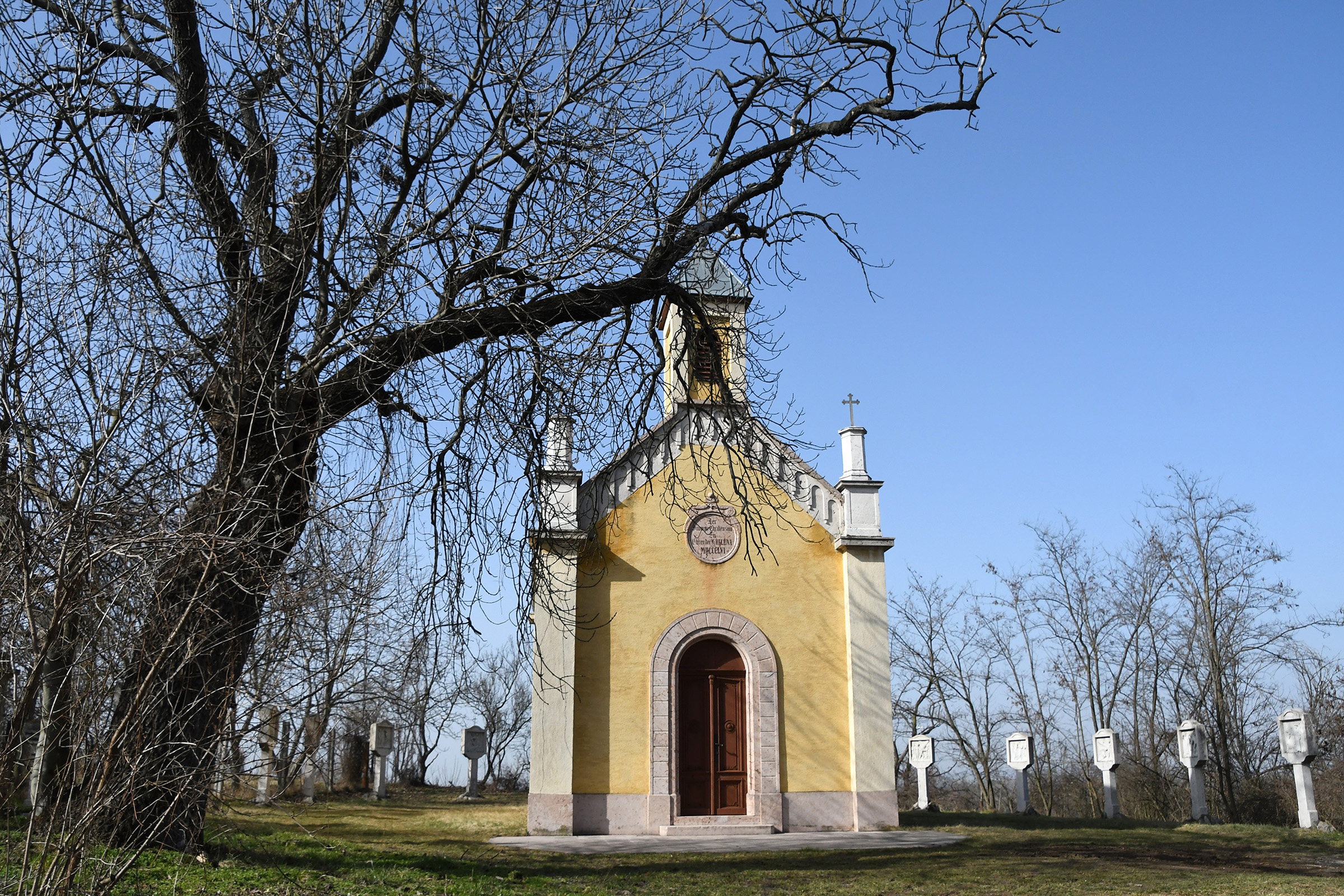
Römisch-katholische Kapelle Szent Ilona
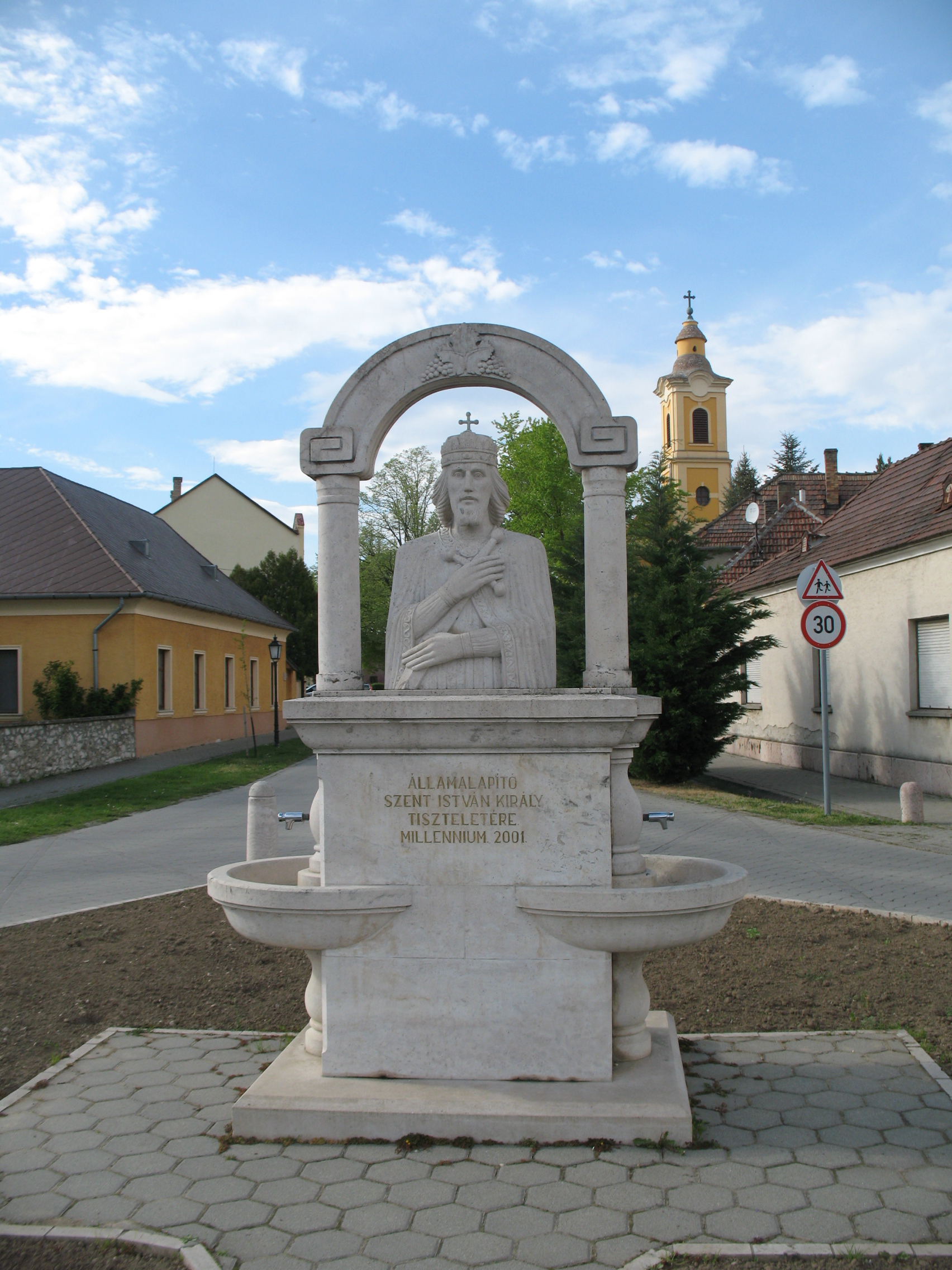
Szent-István-Statue und Brunnen in Süttő

## Verkehr
Durch Süttő verläuft die Hauptstraße Nr. 10, die von Győr über Komárom in die Hauptstadt Budapest führt. Die Gemeinde ist angebunden an die Eisenbahnstrecke von Komárom nach Esztergom. Weiterhin bestehen Busverbindungen über Dunaalmás nach Komárom, über Nyergesújfalu, Tát und Dorog nach Esztergom sowie über Tata nach Tatabánya.